# Alicyclobacillaceae
Alicyclobacillaceae è una famiglia di batteri appartenente all'ordine dei Bacillales. Essa comprende tre generi: 
- Alicyclobacillus,
- Pasteuria e
- Sulfobacillus.